# Apagón de Chile de 2025
El apagón en Chile de 2025, fue un apagón eléctrico de gran magnitud que afectó a una extensa zona del territorio nacional, iniciándose a las 15:16 (hora local) del 25 de febrero de 2025.

## Afectación
El corte de energía se alargó más de siete horas, extendiéndose casi hasta la medianoche, afectando a 14 de las 16 regiones del país. Según datos del Gobierno de Chile, cerca del 98,5% de la población nacional, es decir, más de 19 millones de personas, quedaron sin suministro eléctrico, lo que equivale a aproximadamente unos ocho millones de hogares.

## Causa
De acuerdo con el Coordinador Eléctrico Nacional. La interrupción del servicio fue originada por una desconexión no programada de una línea de transmisión entre las ciudades de Vallenar y Coquimbo, lo que generó un desbalance de frecuencia en el Sistema Eléctrico Nacional.

## Reacciones
El apagón generó disrupciones, significativas en el transporte público, servicios sanitarios y telecomunicaciones. Diversas autoridades regionales y municipales activaron planes de emergencia para mitigar los efectos del corte de energía. El gobierno anunció la conformación de una comisión investigadora para determinar las causas y responsabilidades del evento.

## Causa
De acuerdo a lo informado por el Coordinador Eléctrico Nacional (CEN), se produjo la desconexión de la línea de transmisión «Nueva Maitencillo - Nueva Pan de Azúcar», de propiedad de ISA Interchile, ubicada entre Vallenar y Coquimbo. El evento ocurrió cuando trabajadores de la empresa realizaban maniobras en el equipo de comunicaciones de protección de la línea. Provocando la separación del Sistema Eléctrico Nacional (SEN) en dos islas eléctricas y posteriormente un corte masivo.
Transcurridos 44 minutos del corte eléctrico, a nivel nacional la empresa responsabilizada, de origen colombiano,aseveró que estaba en condiciones de restablecer el servicio a las 16:00 hora local. La empresa en dicho momento se desligó de los fallidos tres intentos que fueron realizados para reconectar el sistema e indicó que aún no se tenía la certeza del origen del corte eléctrico. 
Por la desconexión de la línea, que transportaba alrededor de 1800 MW, el SEN se separó en dos subsistemas (islas eléctricas): uno en la zona norte y el otro en la zona centro-sur, que no pudieron ser estables. La primera era excedentaria de energía al norte y la otra deficitaria. La isla del norte logró mantenerse durante 4 minutos, pero colapso «producto de elevadas tensiones que provocaron la desconexión sucesiva de instalaciones de generación y consumo». La isla del sur «colapsó a los 5 segundos aproximadamente desde la separación del SEN al no ser posible controlar la caída de la frecuencia eléctrica con los recursos de control de contingencia existentes».
El CEN identificó deficiencias en la respuesta de los recursos de mitigación, entre los que se encuentran esquemas de desconexión automática de consumo y generación, así como el desempeño de algunas centrales generadoras durante el evento.
Para revisar y evaluar, de manera independiente, las causas del apagón se contó con un estudio realizado por el Electric Power Research Institute. También, un grupo de académicos chilenos realizará una investigación de la falla; un aspecto central a determinar es si, con los esquemas automáticos de control existentes, el sistema debió sufrir un apagón total o al menos una parte de la red debió permanecer estable.
En la cuenta pública del CEN, correspondiente a la gestión del año 2024, el director ejecutivo Ernesto Huber reveló que «hemos detectado del orden de 1200 MW de generación, tanto grid scale convencional y renovable, como PMGD, que se desconectó antes de lo que correspondía conforme a los estándares normativos y que agudizó el problema de desbalance en el sistema». También detalló que se encargó la revisión metodológica para la actualización de los estudios de las necesidades del sistema en cuanto a equipamiento y procesos que permiten evitar la propagación de las fallas: Estudio de los Esquemas de Desconexión Automática de Carga (EDAC), Plan de Defensa contra Contingencias Extremas (PDCE) y Plan de Recuperación de Servicio (PRS). En la misma instancia se informó que el CEN instruyó a las centrales PMGD a verificar el ajuste de protecciones de acuerdo a la normativa vigente e implementar las correcciones correspondientes. 

## Consecuencias

### Fallecidos electrodependientes
El Gobierno de Chile, a través del subsecretario del Interior, Luis Cordero, reportó tres personas electrodependientes fallecidas durante el apagón, aunque posteriormente aseveraron que dichas muertes no necesariamente tienen relación directa a la falta de electricidad.

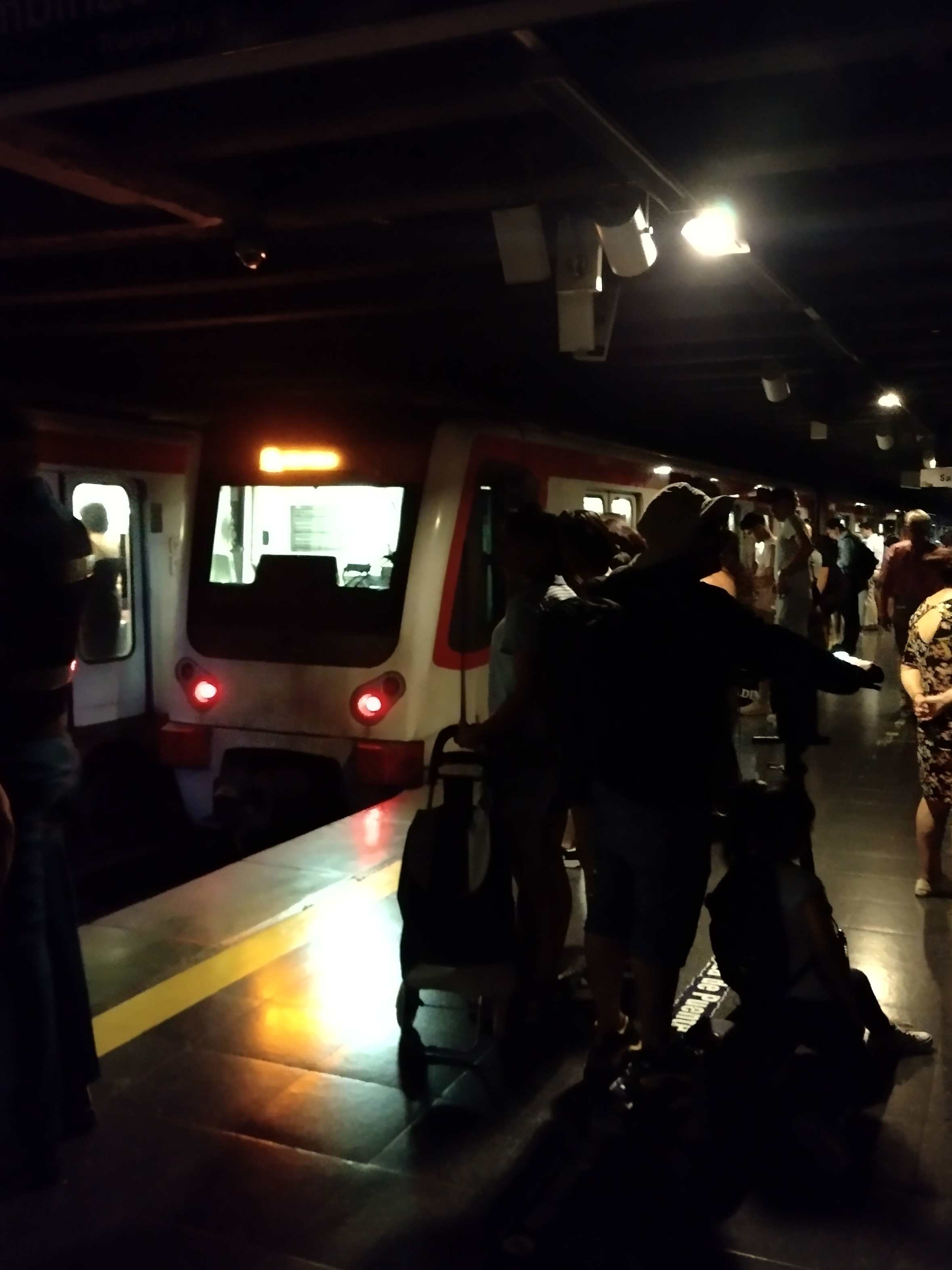
Estación Tobalaba del Metro de Santiago durante los primeros minutos del apagón

### Transportes y vialidad

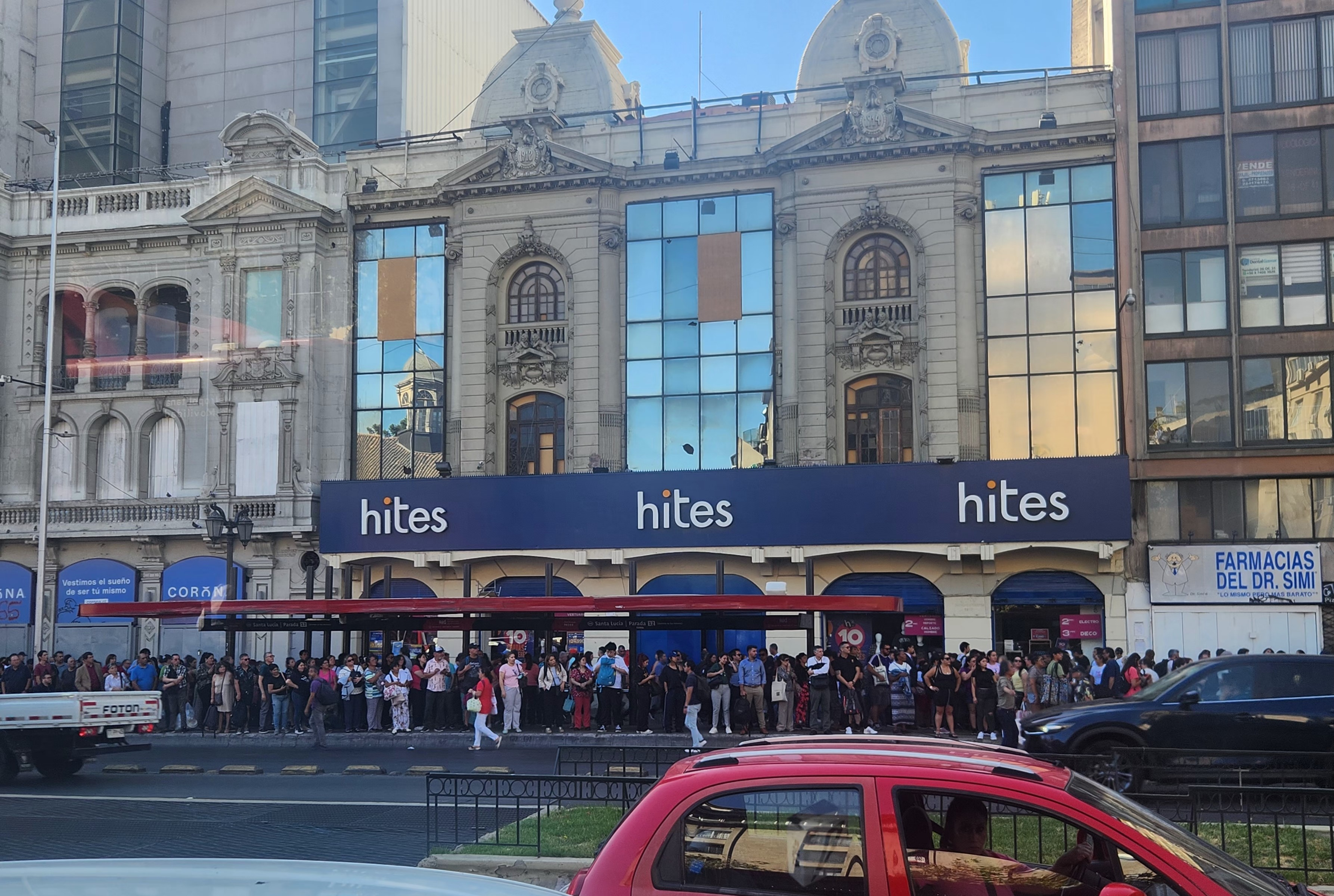
Personas esperando transporte en buses en la Alameda tras el cierre completo del Metro de Santiago

Como efecto inmediato al apagón, la red del Metro de Santiago se vio suspendida en su totalidad, afectando a los usuarios previo a comenzar el horario punta de la jornada, comenzando a realizar la evacuación de todos los pasajeros que se encontraban en los vagones de los trenes y desplegando un sistema de reemplazo de emergencia con los buses de la Red Metropolitana de Movilidad. Por su parte, la Empresa de los Ferrocarriles del Estado (EFE) anunció la suspensión de varios de sus servicios y la detención prolongada en algunas de las estaciones de trenes. Asimismo, la Unidad Operativa de Control de Tránsito (UOCT) informaba del no funcionamiento de la red de semáforos en varias ciudades de Chile. Con relación al transporte aéreo de pasajeros, las aerolíneas que operan en el territorio nacional anunciaron posibles retrasos y cancelación de vuelos producto de la caída del sistema eléctrico.

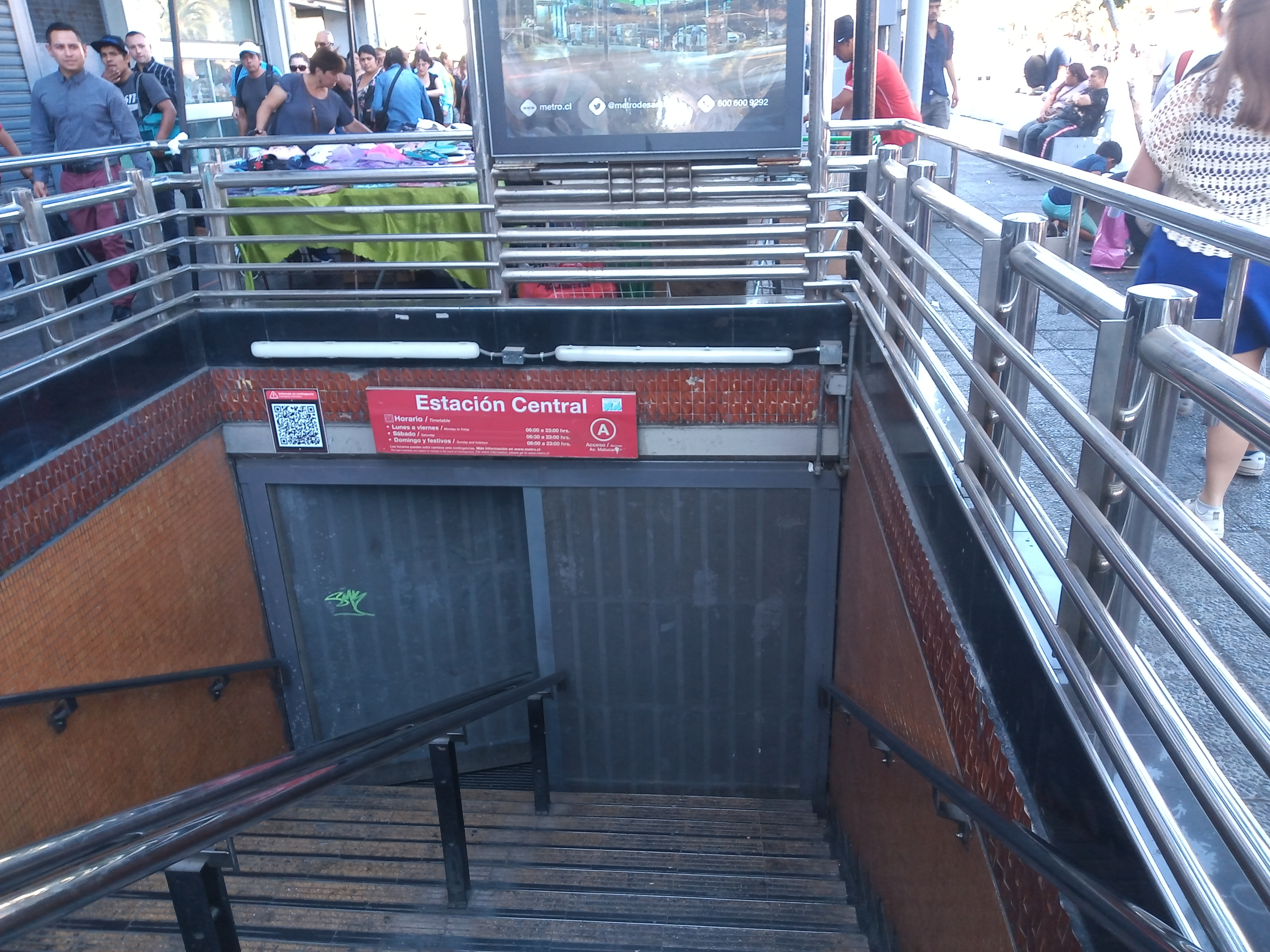
Acceso norte al metro Estación Central con sus puertas cerradas.

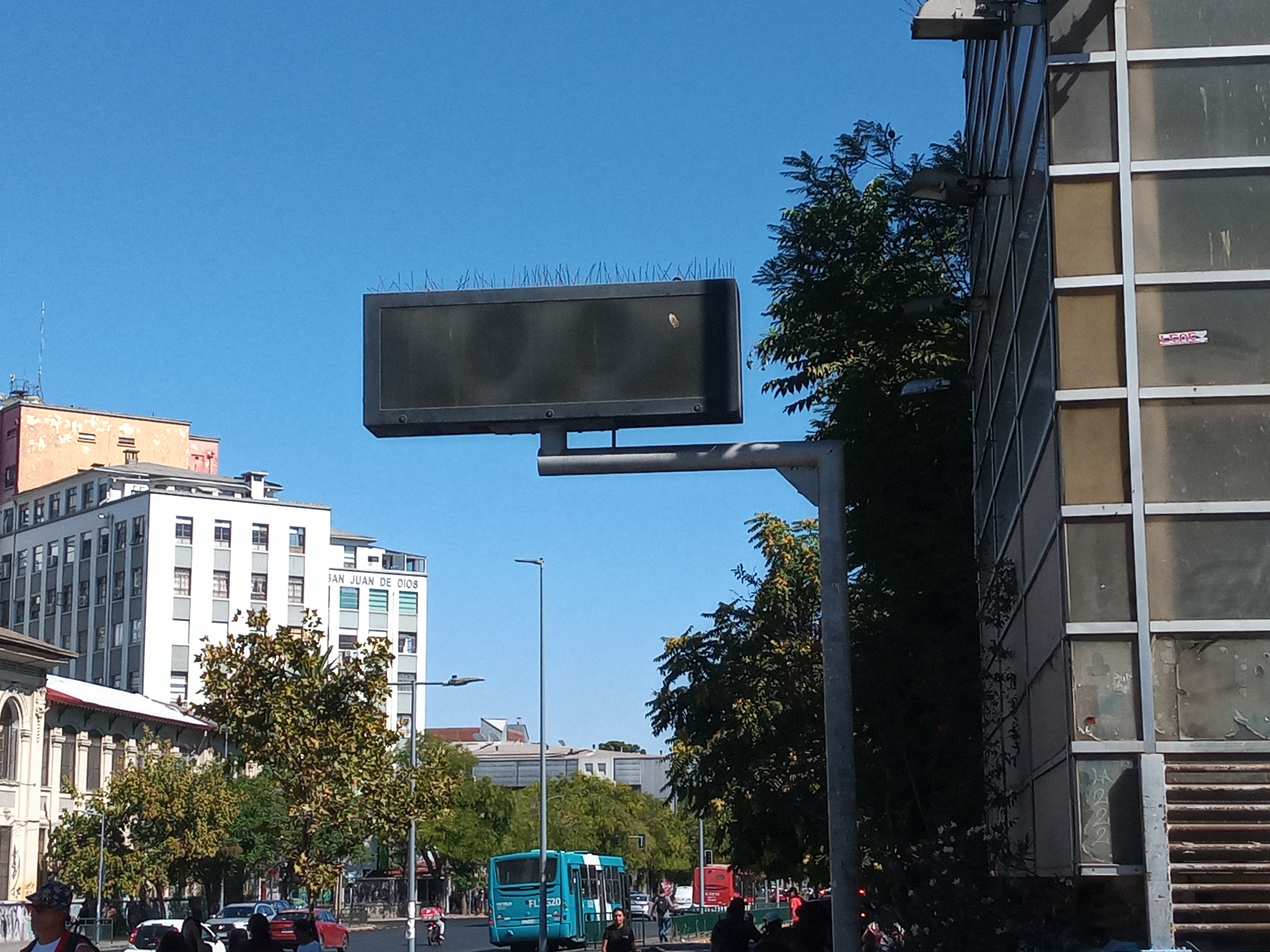
Pantalla informativa apagada tras el apagón en estación Quinta Normal

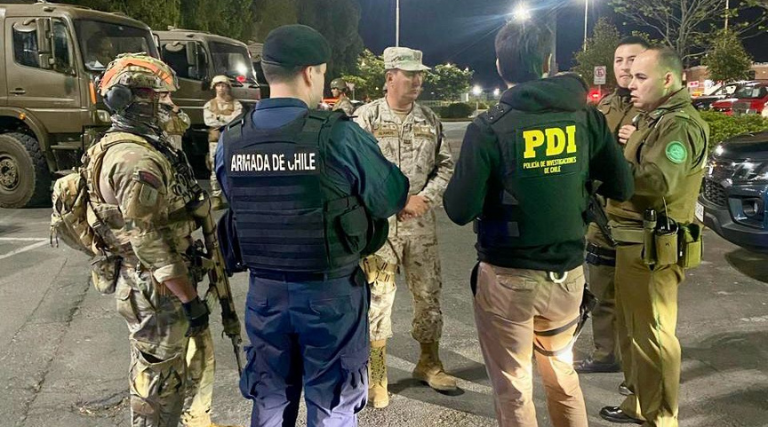
Las Fuerzas Armadas y policías se desplegaron desde Arica a Los Lagos por masivo corte de luz.

### Telecomunicaciones
Los servicios de telefonía y telecomunicaciones también sufrieron caídas e intermitencias en diversas regiones del país.Las empresas proveedoras de servicios de Internet en Chile, tanto de telefonía móvil como de Internet fijo, alertaron a sus clientes de los eventuales problemas de velocidad e intermitencia en su conexión, producto de la falla en la electricidad a nivel nacional, llamando a preferir la comunicación mediante mensajería SMS, en caso de presentar dificultades durante la emergencia.
Cabe destacar que la Ley de Telecomunicaciones, obliga actualmente a los prestadores de servicio a disponer de sistemas de backup de 4 horas; por tal motivo, aproximadamente a las 19 horas del suceso, se empezaron a producir apagones de señal celular en voz, SMS y datos.

### Industria
El corte de luz también afectó al sector de la minería. Para el caso de la Corporación Nacional del Cobre (Codelco), cuprífera estatal, solo algunas de sus operaciones se pudieron llevar a cabo. No obstante, se reportó que el corte eléctrico afectó a todas sus divisiones mineras; la mayoría de las plantas mineras de chancado y molienda en el país sudamericano tuvieron que paralizar total o parcialmente sus funciones y algunas demoraron varios días en retomar la faena, como en Chuquicamata, primera productora de cobre del mundo de dicha firma.

### Eventos masivos
El apagón obligó a suspender la tercera noche del LXIV Festival Internacional de la Canción de Viña del Mar, la cual se iba a realizar en ese día, debiendo reprogramarse para el 1 de marzo. La segunda jornada del Abierto de Chile continuó disputándose durante el día, a pesar de sufrir cortes en su transmisión; sin embargo, el partido entre Deportes Concepción vs Unión Española por la Copa Chile tuvo que ser suspendido y reprogramado (finalmente se jugó el 07 de Junio del presente año. 

### Energías renovables
Producto del apagón, el CEN decidió aumentar la restricción en que opera la línea «Nueva Maitencillo - Nueva Pan de Azúcar», causante del colapso del sistema. En el momento de la falla, se transportaban en la línea alrededor de 1800 MW. A partir del 26 de febrero, un día después del apagón, el CEN redujo a la mitad el límite de potencia transferida a través de la línea: desde 2210 MW a 1000 MW. Posteriormente, el 4 de marzo, se volvió a disminuir este umbral a 800 MW. Esto generó un vertimiento de la energía, que afectó a las generadoras de energías limpias, principalmente de origen solar, que operan al norte de Vallenar. 
La Asociación de Generación Renovable (AGR) sostuvo que la decisión obligó a «desechar entre un 56% y un 63% de la energía limpia y económica que generan las centrales renovables, la que debe ser sustituida por electricidad proveniente de combustibles fósiles, encareciendo los costos de abastecimiento y aumentando las emisiones contaminantes, entorpeciendo la transición energética de Chile».  Desde la AGR, criticaron el impacto negativo de la medida en el medioambiente, la generación de energías limpias y en los costos de la energía en el sistema eléctrico; además de la arbitrariedad e incertidumbre de la limitación sin fundamento técnico o normativo. 
El día 19 de marzo, el CEN levantó la limitación que se había aplicado, luego de que el CEN realizara una inspección técnica a las instalaciones de control, protección y telecomunicaciones de la línea, lo que permitió verificar que las protecciones de ambos circuitos «se encuentran bloqueadas y aisladas del Esquema de Protecciones y Control».

### Efecto PMGD
Un estudio realizado por la consultora Inodú activó una discusión en público sobre el efecto en el apagón que tuvieron los Pequeños Medios de Generación Distribuida (PMGD), que son aquellos generadores menores a 9 MW conectados a la red de distribución, de los cuales la mayoría son solares. A pesar de ser individualmente de escala menor, su potencia en el SEN fue de 2130 MW en el momento del evento, por eso su actuación en el instante del apagón para intentar sostener el sistema o acelerar su caída es una interrogante. El presidente ejecutivo del CEN, en su cuenta pública correspondiente a la gestión del año 2024, menciona que fue detectado por los equipos internos que alrededor de 1200 MW de generación, tanto grid scale convencionales y renovables como PMGDs, fueron desconectados antes de lo que correspondía conforme a los estándares normativos. 
Uno de los factores que se mencionan es la rápida desconexión de los PMGD frente a variaciones importantes de la frecuencia del sistema; y una «consideración incompleta de las vulnerabilidades» del desarrollo a gran escala de dicho tipo de generadoras en las normas técnicas, y que «deben ser considerados en el diseño de los Planes de Defensa contra Contingencias Extremas». Otro factor importante es el efecto en los automatismos contemplados para el desprendimiento de carga, donde se afirma que «las normas técnicas no toman en cuenta que la penetración de PMGD cambia la dinámica de la red de distribución y produce que la activación del Esquema de Desconexión Automática de Carga (EDAC) por baja frecuencia tenga un comportamiento contraproducente en algunos alimentadores, de modo que, en vez de desconectar carga, el efecto neto es reducir la generación disponible». La respuesta que dio la Asociación Chilena de Energía Solar (ACESOL) y la asociación gremial GPM es que los PMGD operaron como debían bajo la normativa actual. 
En una carta enviada por el CEN al Ministerio de Energía, se le recordó a este último que ya se habían alertado posibles riesgos de seguridad al SEN. Por lo cual, el CEN realizó propuestas como solucionar la falta de visualización en tiempo real de los PMGD, al obligar la entrega de todas las señales necesarias para el monitoreo; también propone que a los PMGD se les añadan las mismas exigencias mínimas que al resto de generadoras que se encuentran en la norma técnica de seguridad y calidad de servicio. La propuesta más relevante es la eliminación del autodespacho de las centrales PMGD, es decir, los propietarios de cada central no podrán decidir autónomamente su potencia a generar. El gremio de los PMGD ve con preocupación estos posibles cambios reglamentarios e intentará frenarlos.

## Restauración del suministro eléctrico

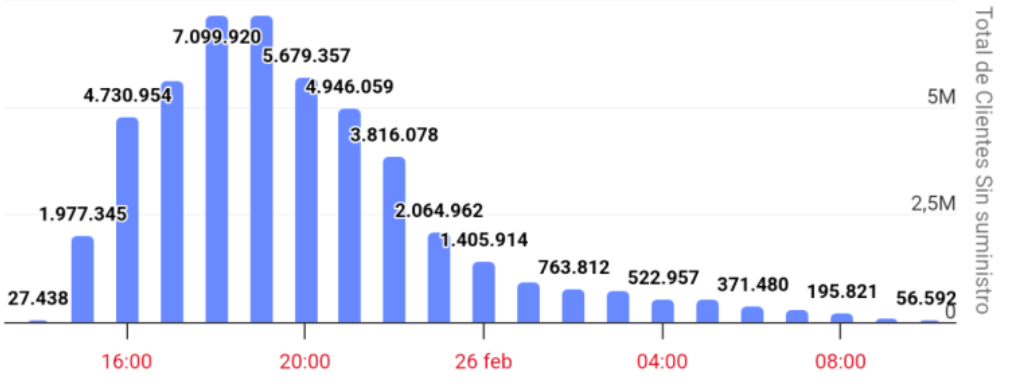
Número de clientes afectados por el apagón en función del tiempo.

Inmediatamente después del corte de energía, los proveedores de servicio eléctrico iniciaron operaciones para identificar la fuente del corte y comenzar los procedimientos de restauración.
El CEN instruyo implementar el Plan de Recuperación de Servicio. Las unidades El Toro y Antuco, pertenecientes a  Enel Generación, no pueden participar del plan por tener la «data» congelada en el sistema SCADA. A las 15.30, el CEN intento establecer comunicación con Transelec, pero no funcionaron ni la «hot line», ni la de respaldo, ni los teléfonos celulares.
A las 16:00, la Superintendencia de Electricidad y Combustibles (SEC), anunció de forma preliminar que el total de clientes afectados ascendía a 1 297 269, cifra que aumentó con el paso de las horas hasta llegar a alrededor de 8 millones, según dio a conocer el Gobierno de Chile.
El CEN se contacta con la Compañía Administradora del Mercado Mayorista Eléctrico Sociedad Anónima (CAMMESA) para que el Sistema Argentino de Interconexión (SADI) pudiera apoyar a la recuperación del SEN en el norte. A las 17:08, CAMMESA informa disponibilidad entre 80 a 100 [MW], por lo que el CEN instruye a AES Andes a coordinar interconexión con SADI. Luego, de realizar intentos para realizar la conexión, a las 19:05, AES Andes indica que no es posible la interconexión, por lo que el CEN informa a CAMMESA que se suspenden los intentos. 
A las 23:30, desde el CEN se informó que las distribuidoras de energía que operan entre las regiones de Valparaíso y Los Lagos se encontraban instruidas para la reconexión total de sus sistemas, logrando un 100% de reposición del suministro en dichas zonas, mientras que las distribuidoras de la zona Norte se encontraban en un proceso de recuperación parcial. A las 00:00 del 26 de febrero, el Gobierno informó de que el 58 % de los clientes a nivel nacional ya contaban con el suministro eléctrico restablecido. Sin embargo, el reporte del CEN a la misma hora indicaba que la restauración del suministro había alcanzado un 90 %. En las regiones de la zona Norte, la reposición del suministro eléctrico fue efectuándose durante la madrugada, disminuyendo la cifra de clientes sin suministro a 220 mil, según estimaciones entregadas por el Gobierno en un balance realizado a las 08:15.
De acuerdo con el análisis del CEN, los principales problemas que afectaron la implementación del Plan de recuperación del Servicio fueron el sistema SCADA y las telecomunicaciones de Transelec y otras empresas, lo que complicó la coordinación y reactivación del suministro. Lo que significó que se tuvo que destinar gente para ir a terreno o bien coordinar con personal en terreno para poder llevar a cabo su ejecución de forma manual y/o presencial.

## Respuesta de las autoridades

### Medidas aplicadas por el Gobierno de Chile

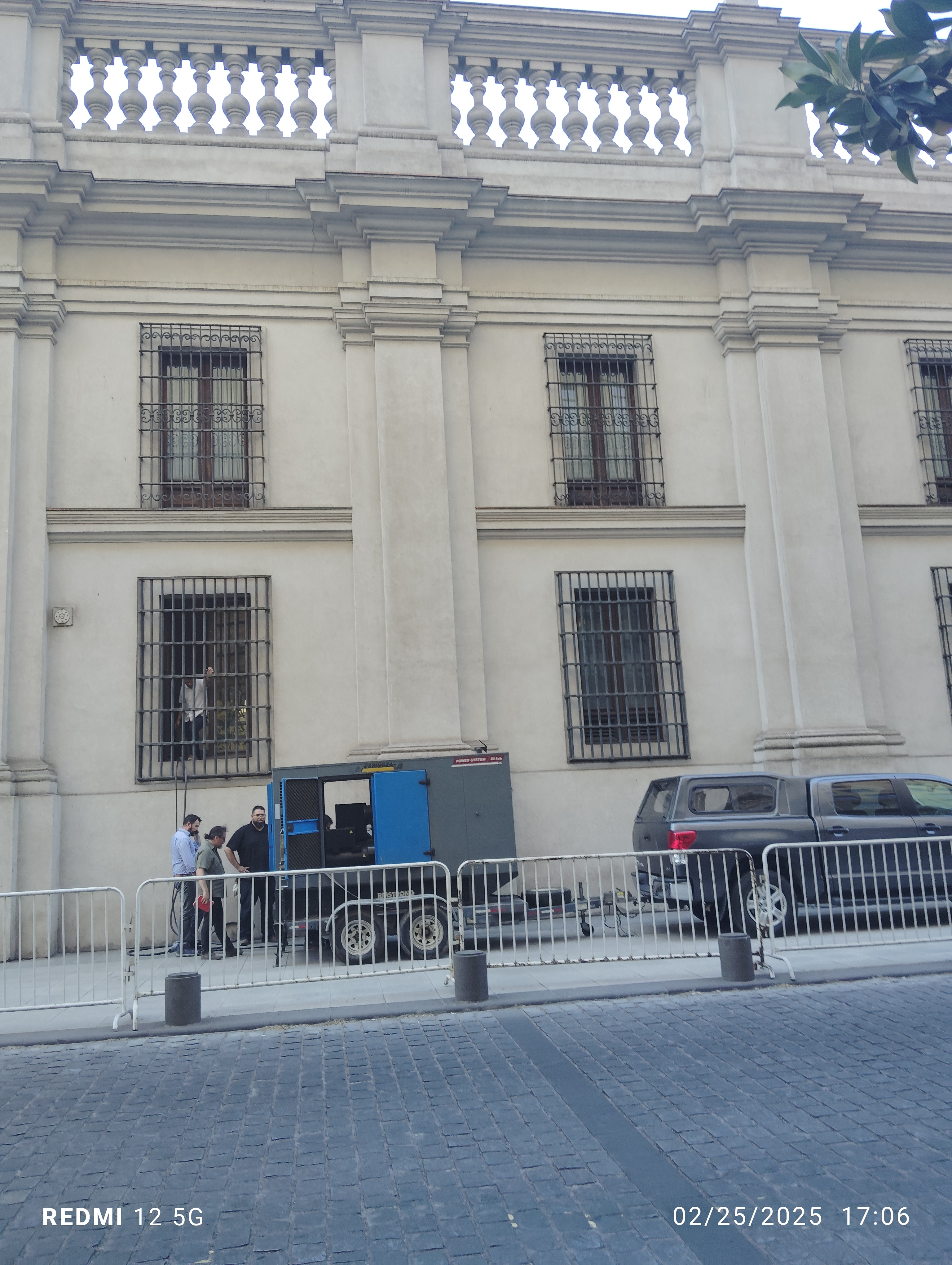
Un grupo electrógeno fue conectado provisoriamente con cables a través de una ventana del Palacio de La Moneda sobre la vereda peatonal de calle Teatinos.

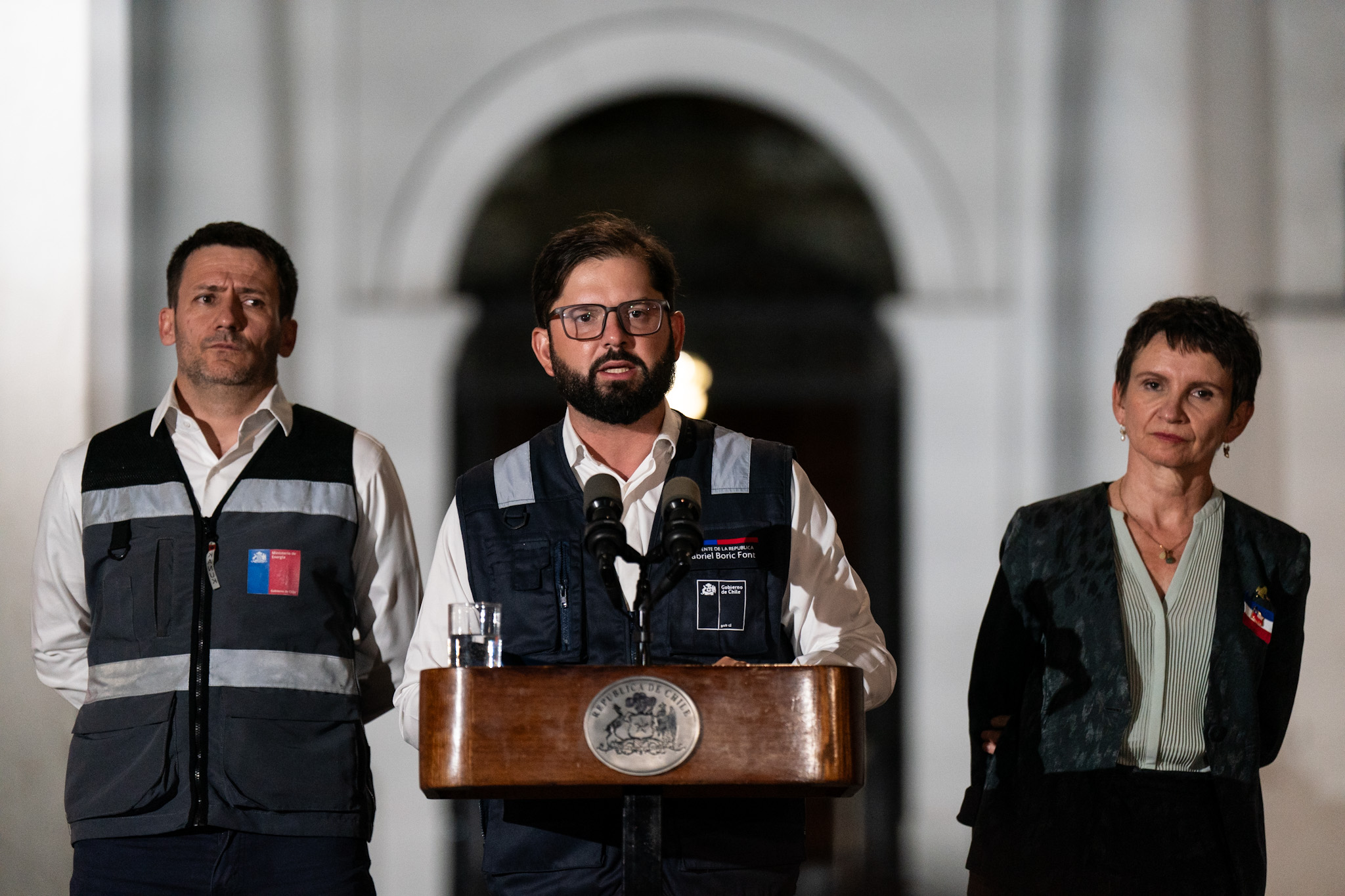
El presidente de la República, Gabriel Boric —acompañado de los ministros de Energía Diego Pardow (izquierda) y del Interior y Seguridad Pública Carolina Tohá (derecha)—, entregando una declaración desde Palacio de La Moneda durante el apagón.

En respuesta a la crisis, la ministra del Interior y Seguridad Pública, Carolina Tohá, en una rueda de prensa, descartó que este evento sea producto de un ataque o acto de sabotaje. Asimismo, anunció una reunión de emergencia de COGRID Nacional —el comité gubernamental responsable de abordar los desastres nacionales—; dicho organismo se encargó de implementar medidas para gestionar la situación de emergencia y coordinar los esfuerzos para restablecer el servicio eléctrico. Mientras tanto, las empresas de transmisión eléctrica comenzaron a investigar la causa de la falla y a trabajar para restablecer el suministro eléctrico. Por su parte, el presidente de Chile, Gabriel Boric, realizó un sobrevuelo diurno sobre la ciudad de Santiago junto al director nacional de la Dirección Nacional de Orden y Seguridad de Carabineros de Chile, general Enrique Morás.
Durante horas de la tarde, el Gobierno chileno decretó estado de excepción en las regiones afectadas por el corte, además de toque de queda entre las 22:00 y las 06:00 del 26 de febrero, con el fin de resguardar la seguridad en dichas regiones. También se decretó la suspensión de clases en todas las regiones bajo el estado de excepción, en la semana donde muchos establecimientos educaciones regresaron a clases después del periodo estival de vacaciones. Solo pudieron transitar por el espacio público durante el toque de queda las personas que previamente solicitaron un salvoconducto en la Comisaría Virtual de Carabineros.Se decretó también la activación del servicio Roaming Nacional de Emergencia, para reforzar la conectividad en las zonas afectadas tras las intermitencias presentadas en los servicios de telecomunicaciones.

### Poder Legislativo
Desde el Congreso Nacional de Chile en Valparaíso, parlamentarios de gobierno y oposición anunciaron que pedirán explicaciones para determinar responsabilidades legales y, eventualmente, políticas, producto de este incidente.

## Regiones afectadas
| Zona   | Región                                              |
| ------ | --------------------------------------------------- |
| Norte  | Arica y Parinacota                                  |
| Norte  | Tarapacá                                            |
| Norte  | Antofagasta                                         |
| Norte  | Atacama                                             |
| Norte  | Coquimbo                                            |
| Centro | Valparaíso (excepto la provincia de Isla de Pascua) |
| Centro | Metropolitana de Santiago                           |
| Centro | O'Higgins                                           |
| Centro | Maule                                               |
| Centro | Ñuble                                               |
| Centro | Biobío                                              |
| Sur    | La Araucanía                                        |
| Sur    | Los Ríos                                            |
| Sur    | Los Lagos                                           |

## Medidas preventivas
En marzo de 2025, el Centro de Energía de la Universidad de Chile convocó a un seminario abierto para analizar puntualmente las fallas de este apagón, desde un punto de vista técnico y científico, como también para la exposición y consideración de posibles medidas preventivas. En el encuentro, un panel de expertos en materia eléctrica en Chile expresó la preocupación de que estas fallas pudieran repetirse en el futuro próximo, por lo que instaron, entre otras medidas, a implementar un plan de emergencia nacional ante este tipo de situaciones, destacando la producción de electricidad mediante el uso de las energías renovables en Chile, la cual juega un rol importante para suplir los cortes. Asimismo, sugirieron la realización de simulacros de apagones para comprender de mejor manera cómo proceder ante una emergencia de este tipo. Consecuentemente, se estableció un equipo interdisciplinario de expertos para investigar en detalle el apagón y elaborar propuestas concretas para proteger al país de estos sucesos.